# 粤海粤語
粤海粤語（えつかいえつご）とは、粤語の下位方言の一つである。
珠江デルタ地域を中心に話されている言語変種であり、広州市や香港、マカオなどの都市部で使用されている。